# Georg Fugger
 (février 2018).
Si vous disposez d'ouvrages ou d'articles de référence ou si vous connaissez des sites web de qualité traitant du thème abordé ici, merci de compléter l'article en donnant les références utiles à sa vérifiabilité et en les liant à la section « Notes et références ».
Pour les articles homonymes, voir Fugger.
Georg Fugger von der Lilie (ou Jörg Fugger) (1453–1506) est un banquier allemand de la famille Fugger. Il est le frère de Jakob Fugger. Son portrait a été peint par Giovanni Bellini en 1474.

## Biographie
Georg Fugger est né en 1453 à Augsbourg, fils de Jakob Fugger l'Ancien et de sa femme Barbara, née Bäsinger. Très tôt, il est certain que Georg deviendra marchand. En 1486, il épouse Regina Imhoff, fille d'un patricien de Nuremberg. En 1488 naît leur fils Markus (Marx), suivi un an plus tard de leur fils Raymund. Ce dernier  est l'ancêtre des futures lignées comtales Fugger « von Kirchberg » et « von Weißenhorn ». Leur troisième fils Anton, né en 1493, futur chef de l'entreprise familiale et successeur de Jakob Fugger le Riche, est l'ancêtre des futures lignées princières Fugger « von Glött » et de « Babenhausen ». Georg Fugger est donc l'ancêtre de tous les membres de la maison « Fugger von der Lilie » encore en vie. La société « Ulrich Fugger et Compagnie » devient la première « société en nom collectif » d'Europe et change bientôt son nom en « Ulrich Fugger et frères d'Augsbourg ». Ulrich (directeur de la maison mère à Augsbourg), Georg (directeur de la filiale de Nuremberg) et Jakob (développement des relations internationales) y sont associés. Pour la seule année 1494, l'entreprise réalise un bénéfice de plus de 54 000 florins. À la même époque, il existe également une autre entreprise Fugger, celle des « Fugger vom Reh », qui fera faillite peu de temps après.

Georg Fugger est également, avec ses frères, le fondateur de la Fuggerei d'Augsbourg, le plus vieil ensemble de logements sociaux du monde encore en fonction à ce jour. Georg Fugger meurt à Augsbourg en 1506. Il est enterré dans le caveau situé sous le plancher de la chapelle des Fugger en l'église Ste Anne d'Augsbourg. Ses deux frères Jakob Fugger (1459-1525) et Ulrich Fugger l'Ancien (1441-1510) ainsi que son fils Raymund Fugger (1489-1535) et son neveu Hieronymus Fugger (1499-1538) y sont également inhumés.

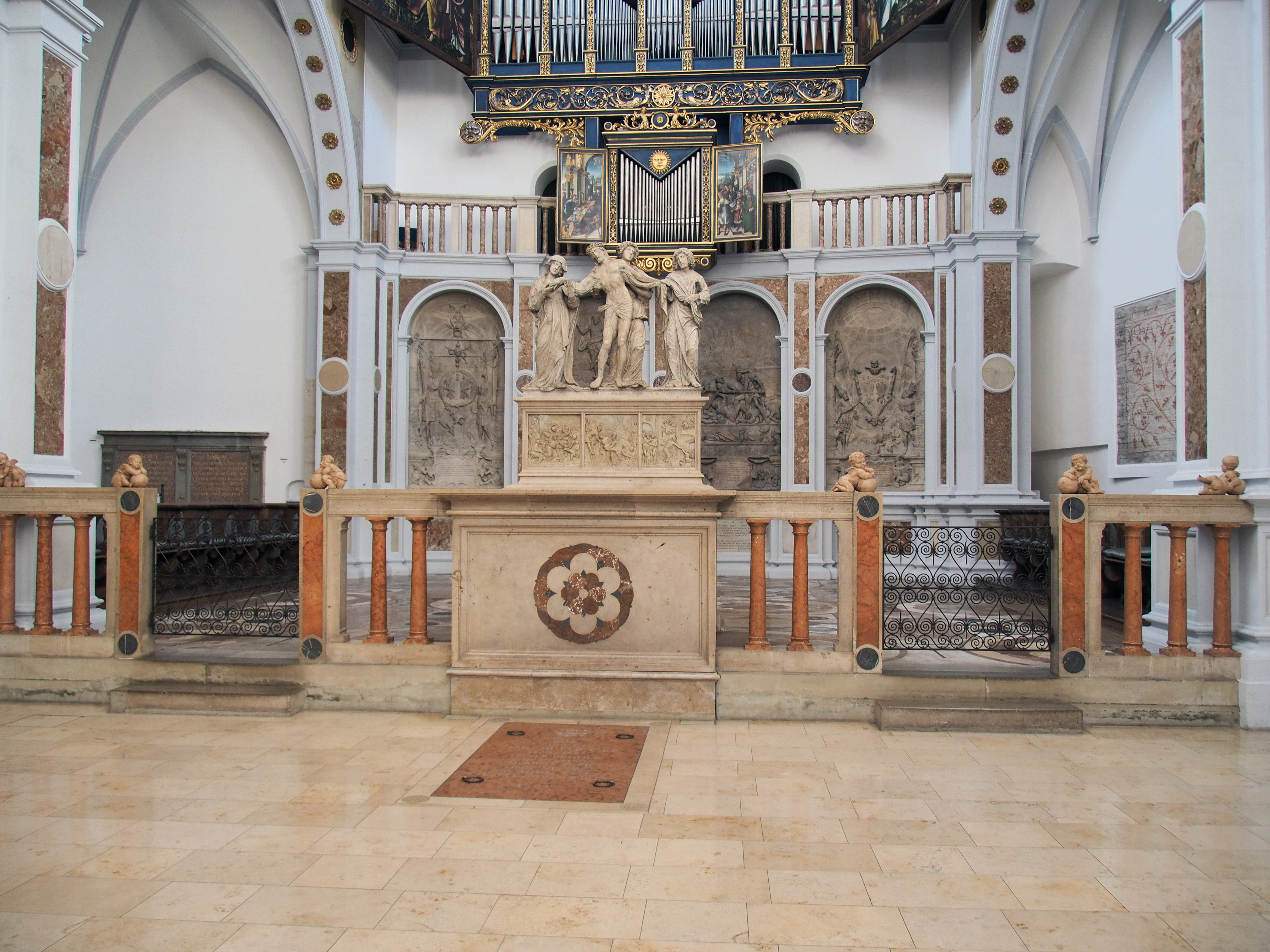
Chapelle des Fugger en l'église Ste Anne d'Augsbourg